# Rhizocarpon amphibium
Rhizocarpon amphibium är en lavart som först beskrevs av Fr., och fick sitt nu gällande namn av Theodor 'Thore' Magnus Fries. Rhizocarpon amphibium ingår i släktet Rhizocarpon, och familjen Rhizocarpaceae. Arten är reproducerande i Sverige.